# Commonwealth Motors Corporation
Die Commonwealth Motors Corporation ist ein ehemaliger US-amerikanischer Automobilhersteller, der zwischen 1915 und 1922 Qualitätsautomobile in der Mittel- und Oberklasse der Marke Commonwealth und Taxis der Marke Mogul herstellte resp. vertrieb. Ein Luxusauto namens Goodspeed wurde entwickelt, ging aber nicht in Serie. Es besteht kein Bezug zum Commonwealth-Prototyp von  A.J. Coburn & Company in Boston um 1903. Die Commonwealth Motors Corporation ist ein direkter Vorläufer der Checker Motors Corporation und ging in dieser auf.

## De Schaum und Suburban
Das Unternehmen hatte Wurzeln, die weit in die Pionierzeit des Automobils zurückreichen. Bereits 1900 hatte William Andrew Schaum (später: De Schaum) in Baltimore (Maryland) ein Automobil namens Schaum gebaut, das sich drei Jahre lang verkaufen ließ, obwohl es keine Bremsen hatte. 1908–1909 stellte seine De Schaum Motor Syndicate Company in Buffalo (New York) Highwheeler her, die unter den Markennamen Seven Little Buffaloes und De Schaum angeboten wurden und mäßig erfolgreich waren. Einem Umzug des Unternehmens nach Hornell im Steuben County (New York) und der Umbenennung in De Schaum-Hornell Motor Car Company folgte keine weitere Produktion. Stattdessen gründete De Schaum 1910 in Detroit (Michigan) die De Schaum Motor Car Company, die den Suburban-Roadster herstellen sollte. Produktionsanlagen sollten in Ecorse (Wayne County, Michigan) entstehen. Nach grandiosen Ankündigungen, der Umbenennung der Gesellschaft in Suburban Motor Car Company 1912, einem Finanzskandal und gerade mal 10 gebauten Automobilen trat De Schaum im November 1912 auf massiven Druck zurück.

## Partin-Palmer

### Palmer
Seine Nachfolge trat Randall A. Palmer an, der zuvor eine Tätigkeit als Vorstandsmitglied von Cartercar niedergelegt hatte. Der erfahrene Autofachmann war ein Verwandter der Hersteller des Palmer-Singer in Long Island City (New York). Sein Versuch, das Unternehmen auf eine seriösere Grundlage zu stellen, führte kurz darauf zur Reorganisation als Palmer Motor Car Company. Der Suburban wurde aufgegeben, nachdem nur noch weitere 15 Fahrzeuge gebaut worden waren. Unter dem Markennamen Palmer gab es einige Prototypen, die einer zeitgenössischen Illustration zufolge vom Suburban beeinflusst waren. Nur wenige Monate nach der Gründung kam es zu einem Zusammenschluss mit der Partin Manufacturing Company in Chicago. Daraus resultierte eine weitere Reorganisation, die im Juni 1913 erfolgte und zur Partin-Palmer Motor Car Company mit Sitz in Rochelle (Illinois) und Chicago führte. Markennamen waren Partin, Partin-Palmer und Pioneer für einen Cyclecar. Charles C. Darnall, zuletzt Verkaufsdirektor bei Partin-Palmer, erlangte die Kontrolle über die Firma, die er als Commonwealth Motors Corporation reorganisierte.

### Pioneer

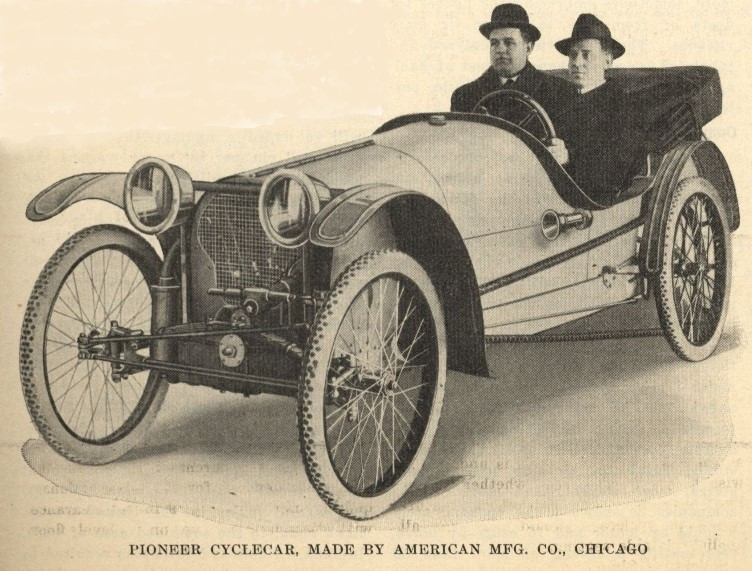
Pioneer Cyclecar (1914)

Der Pioneer wurde in einer dafür eingerichteten Tochtergesellschaft hergestellt, der American Manufacturing Company mit Sitz in Chicago. Der Pioneer war das letzte von insgesamt neun Automobilprojekten dieses Namens in den USA zwischen 1896 und 1914 – und eines von nur vier, die tatsächlich zu wenigstens einem Straßenfahrzeug führten. Außerdem war er eine der wenigen wirklich seriösen Konstruktionen in diesem von Bastlern, Tüftlern und Improviseuren beherrschten Marktsegment. Der Pioneer war ein typischer Vertreter seiner Gattung. Hergestellt in Leichtbauweise mit einem luftgekühlten V2-Motor, Friktionsgetriebe, Riemenantrieb, enger Spur und einer Roadster-Karosserie, die so schmal war, dass der Beifahrersitz etwas tiefer und etwas weiter hinten angebracht werden musste, damit der Fahrer etwas Ellenbogenfreiheit genießen konnte, kostete das Fahrzeug vergleichsweise moderate US$ 385. Seine Probleme waren, dass er zum einen erschien, als der Cyclecar-Boom ebenso schnell zusammenbrach, wie er zwei Jahre zuvor aufgeflammt war, und dass zum anderen die Muttergesellschaft in großen finanziellen Schwierigkeiten steckte. So hielt sich der Pioneer nur wenige Monate auf dem Markt.

## Commonwealth-Automobile

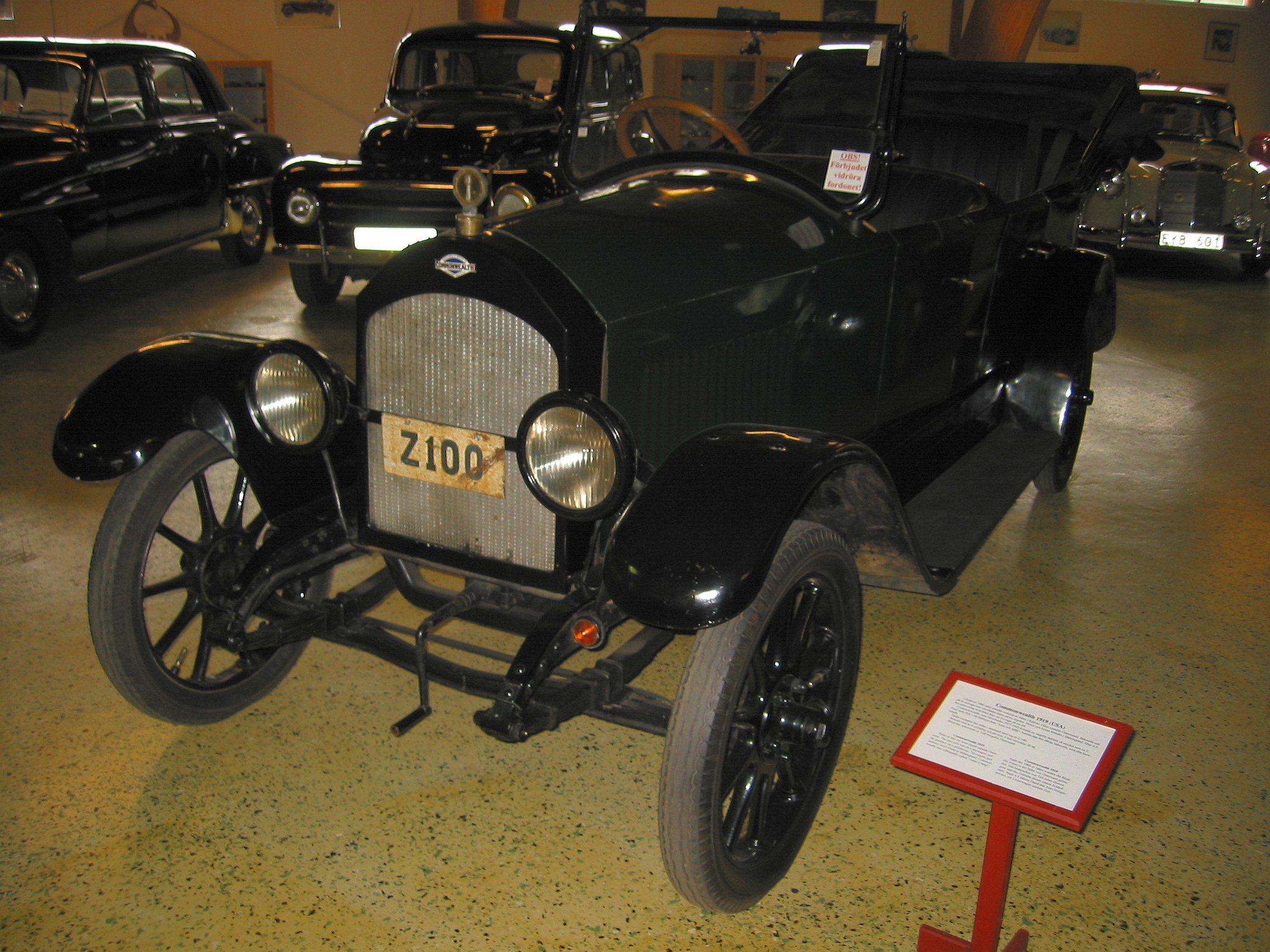
Commonwealth Ultra-4-40 Touring (1919)

Die Produktion des Cyclecar wurde noch Ende 1914 eingestellt, aber erst ab 1917 gelangten die bis anhin weiterhin als Partin-Palmer verkauften Automobile unter dem neuen Markennamen Commonwealth auf den Markt. Der „neue“ Commonwealth Four entsprach weitgehend dem alten Partin-Palmer Model 32 mit einem von 110 Zoll () auf 112 Zoll () verlängerten Fahrgestell, der Preis stieg allerdings von US$ 595 (Model 32 Roadster) auf US$ 695.- (Model 32 5-pass. Touring) auf je US$ 895 für den Commonwealth Four.
Der Geschäftssitz wurde 1919 nach Joliet (Illinois) verlegt. Geworben wurde mit dem Slogan „The Car with a Foundation“ („Das Auto mit einem Fundament“), der sich auf die aufwendige Konstruktion bezog. Das Fahrgestell wurde bei Parish & Bingham in überschwerer Ausführung aus Chromnickelstahl hergestellt. Die extra verstärkten Längsträger waren über 12 cm stark und es gab 6 Querträger. Überdimensionierte Dämmmatten wurden zwischen Chassis und Karosserie verwendet, um Quietschgeräusche von vornherein zu unterbinden. Um die Teile der Motorhaube zusammenzuhalten, wurden mehr Nieten als bei jedem anderen Auto verwendet.
Die Motoren wurden zunächst von Lycoming und ab etwa Mitte 1920 von Herschell-Spillman zugekauft. Außer im Modelljahr 1919, als auch ein Lycoming-Sechszylindermotor angeboten wurde, hatten alle Commonwealth-Automobile Vierzylindermotoren. Zeitweilig wurde der Vierzylinder-Roadster mit einem mitgelieferten Zelt als American Traveler verkauft; zum gleichnamigen Modell der American Motors Company gibt es aber keinen Bezug.

## Mogul-Taxis
Einige Commonwealth wurde wegen ihrer stabilen Bauweise von Taxihaltern in Chicago eingesetzt. Ende 1919 reagierte der Hersteller darauf, indem er auf den Fahrgestellen seiner Vierzylinder-PKW auch Taxi-Versionen anbot. Lieferant der Karosserien war die ebenfalls in Joliet ansässige Lomberg Auto Body Manufacturing Company. Diese Taxis wurden nur bis Ende 1920 gebaut. Der Mogul wurde für die Checker Cab Company, ein Taxihalter in Chicago (Illinois), hergestellt. Obwohl kein direkter Bezug zur späteren Checker Motors Corporation besteht, dürfte deren Firmen- und Produktname dennoch auf ebendiesen Taxiunternehmer zurückgehen. Der Mogul wurde als Baureihe von Commonwealth geführt; ob Checker Cab das Modell exklusiv erwarb, ist nicht belegt. Er entspricht aber weitgehend dem ersten Checker-Taxi, das ebenfalls noch in den Anlagen von Commonwealth entstand. Es besteht kein Bezug zur 1910 gegründeten Mogul Automobile Company in Newburgh (New York), die eine Autoproduktion angestrebt aber wahrscheinlich nicht erreicht hat.

## Goodspeed
Ende 1921 kam Leland F. Goodspeed als Chefingenieur zu Commonwealth. Als Vizepräsident der Barley Motor Car Company und Konstrukteur deren Flaggschiffs, des Roamer, genoss er einen hervorragenden Ruf in der Branche. Mit einem Roamer hatte er in Daytona Beach persönlich mehrere Weltrekorde für Serienwagen aufgestellt. Bei Commonwealth wollte er sein Projekt einer neuen Luxusmarke verwirklichen, die seinen Namen tragen sollte. Der Goodspeed war als sportliches Sechszylindermodell ausgelegt. Während für den Roamer aber noch ein zugekaufter Vierzylindermotor Rochester-Duesenberg verwendet worden war, hatte Goodspeed diesen Motor selber entwickelt. Er hatte Doppelzündung und für mehr Laufruhe und Pumpventile statt der üblichen Ventile mit Tassenstößeln. Das Fahrgestell, ein massiver Leiterrahmen mit integrierten Aufnahmen für die zu dieser Zeit oft noch optionalen Stoßstangen, hatte einen Radstand von 3150 mm. Tatsächlich wurden Anfang des Jahres Testfahrten mit einem Prototyp unternommen. Ein zweites Auto wurde sogar auf der Automobilausstellung in Chicago im Januar 1922 gezeigt. Es trug einen offenen Aufbau als Touring mit „helmförmigen“ (entsprechend der Profilansicht) Kotflügeln, modischen Trittplatten anstelle von durchgehenden Trittbrettern, dunkel lackierten Chromspeichenrädern mit weißen Reifen und eine Windschutzscheibe, deren oberer Teil sich nach vorn ausstellen ließ. Der geplante Verkaufspreis sollte bei US$ 5400 liegen, was das Auto im oberen Luxusbereich angesiedelt hätte. Der Hersteller sprach von einer geplanten, limitierten Produktion. Dazu kam es jedoch nicht mehr.

## Motoren und Traktoren
Anzeigen des Unternehmens für den Ultra-4-Forty zwischen 1919 und 1920 weisen auch auf einen bei Commonwealth gebauten Vierzylindermotor der Marke Quayle hin, der ausdrücklich mit jedem „flüssigen Öl“ betrieben werden konnte. Er leistete 25/35 PS und kam ohne elektrische Zündung, Vergaser oder Treibstoffpumpe aus. Das deutet auf einen Schwerölmotor hin, der konstruktiv dem Dieselmotor ähnelt. Der Lanz Bulldog Einzylinder von 1921 arbeitete ebenfalls nach diesem Prinzip. 1920 wurde zudem für den Thorobred (sic)-Traktor geworben, einen konventionell aussehenden Ackerschlepper mit dünnen Speichenrädern vorn und massiven Stahlrädern hinten. Demnach hatte er Stahlreifen mit patentierter Selbstreinigung und durchweg Timken-Kugellager, was als Qualitätsmerkmal verstanden wurde. Der vermerkte „ölverbrennende“ Motor deutet natürlich auf einen hauseigenen Quayle hin. Die Leistung wird mit 18 bhp (13,4 kW) am Riemen vermerkt.
Belegt ist die Existenz einer Thorobred Tractor & Manufacturing Company in Moobridge (Ohio) um 1918 und einer Commonwealth Tractor Company in Chicago als Herstellerin eines Thorobred (sic) Traktors um 1920. Mehr ist über beide Unternehmen und ihr Produkt nicht bekannt. Eine naheliegende aber nicht belegte Vermutung ist, dass die Thorobred Tractor & Manufacturing Company von Commonwealth aufgekauft und als Tochtergesellschaft betrieben wurde; das Domizil in Chicago muss nicht zwangsläufig der Fabrikationsort gewesen sein.

## Zusammenschluss
Eine kurze, aber sehr heftige Wirtschaftskrise traf 1920–1921 im Nachgang zum Ersten Weltkrieg auch die Automobilindustrie hart. Insbesondere die zahlreichen kleinen und kleinsten Hersteller litten erheblich, viele mussten schließen. Commonwealth Motors hatte ein zusätzliches Problem wegen der zahlreichen Markennamen und Namensänderungen auch durch Vorgängerfirmen (Partin, Palmer, Partin-Palmer, Pioneer, Commonwealth, Mogul, Goodspeed), die im Gedächtnis des Publikums nicht haften geblieben waren, und den Konkurrenten Palmer-Singer mit ähnlichem Namen. Angesichts des Qualitätsanspruchs, mit dem die Commonwealth-Automobile hergestellt wurden, sind Listenpreise zwischen 895 US$ und 1395 US$ für die offenen Versionen ohnehin erstaunlich niedrig. Auf das Taxigeschäft wirkte sich die Krise besonders fatal aus; die Taxibetriebe wichen auf billige Gebrauchtwagen aus, die sie an ihre Bedürfnisse anpassen konnten. Zuletzt wurden noch zehn Taxis pro Woche hergestellt. Lomberg Auto Body war inzwischen vom größten Gläubiger, Morris Markin, übernommen worden. Das Unternehmen wurde reorganisiert und in Markin Body Corporation umbenannt.
Kurz bevor dieses Schicksal auch Commonwealth Motors ereilte, wurde die Firma vorübergehend durch eine Kapitalspritze und den genannten Großauftrag der Checker Cab gerettet. Damit konnte sich Commonwealth einige Monate halten, musste danach aber dennoch Insolvenz anmelden. Markin bot den Gläubigern an, Commonwealth im Tausch gegen Aktien der Markin Body Corporation zu übernehmen. Dabei scheint nicht alles rechtlich sauber abgewickelt worden zu sein; der Wert von Markin Body war mit US$ 182.703 viel zu hoch angesetzt. Die Gläubiger akzeptierten dennoch im Oktober 1921, weil sie nicht auf ein besseres Angebot hoffen konnten, und Markin löste Darnall als Präsident der Commonwealth Motors Corporation ab. Im Mai 1922 fusionierten Commonwealth und Lomberg Auto Body zur Checker Cab Manufacturing Company. Der Name wurde in Anlehnung an den früheren Großkunden gewählt, die Marke Commonwealth erlosch. Leland Goodspeed wurde Checkers erster Chefingenieur.

## Modelle
| Modell (N.A.C.C.-Rating) | Bauzeitraum       | Motorenhersteller, -bauform, Ventilsteuerung | Hubraum                 | Leistung           | Radstand          | Karosserie               | Preis    | Bemerkungen             |
| ------------------------ | ----------------- | -------------------------------------------- | ----------------------- | ------------------ | ----------------- | ------------------------ | -------- | ----------------------- |
| Model 44 (19,6 HP)       | 1917–1918         | Herschell-Spillman, R4, SV-Ventilsteuerung   | 192,4 cu in (3.153 cm³) | 40 PS (29,4 kW)    | 112 in (2.845 mm) | Roadster, 4 Sitze        | 895 US$  | Daten carfolio          |
| Model 44 (19,6 HP)       | 1917–1918         | Herschell-Spillman, R4, SV                   | 192,4 cu in (3.153 cm³) | 40 PS (29,4 kW)    | 112 in (2.845 mm) | Roadster, 4 Sitze        | 895 US$  | Daten carfolio          |
| Model 44 (19,6 HP)       | 1919              | Herschell-Spillman, R4                       | 192,4 cu in (3.153 cm³) | 40 PS (29,4 kW)    | 115 in (2.921 mm) | Roadster, 4 Sitze        | 1095 US$ | Daten carfolio          |
| Model 44 (19,6 HP)       | 1919              | Herschell-Spillman, R4                       | 192,4 cu in (3.153 cm³) | 40 PS (29,4 kW)    | 115 in (2.921 mm) | Touring, 5 Sitze         | 1095 US$ | Daten carfolio          |
| Victoria Six (25,3 HP)   | 1919              | Lycoming, R6                                 |                         |                    | 115 in (2.921 mm) | Touring                  | 1295 US$ | unvollständige Daten    |
| Mogul (21,3 HP)          | 1919–1922         | Buda, R4, SV                                 | 211,6 cu in (3.468 cm³) | 33,75 PS (24,8 kW) | 117 in (2.972 mm) | Taxi                     |          | Daten CCDb (1919–1920); |
| Four-40                  | 1920              | Lycoming, R4, SV                             |                         | 35 PS (25,7 kW)    | 117 in (2.972 mm) | Touring, 5 Sitze         | 1395 US$ | unvollständige Daten    |
| Four-45                  | 1921–1922         | Lycoming, R4, SV                             |                         | 35 PS (25,7 kW)    | 117 in (2.972 mm) | Touring, 5 Sitze         | 1595 US$ | unvollständige Daten    |
| Four-45                  | 1921–1922         | Lycoming, R4, SV                             |                         | 35 PS (25,7 kW)    | 117 in (2.972 mm) | Sport (Phaeton), 4 Sitze | 1785 US$ | unvollständige Daten    |
| Four-45                  | 1921–1922         | Lycoming, R4, SV                             |                         | 35 PS (25,7 kW)    | 117 in (2.972 mm) | Sedan, 5 Sitze           | 2465 US$ | unvollständige Daten    |
| Goodspeed                | 1922 (Prototypen) | Goodspeed, R6                                |                         |                    | 124 in (3.150 mm) | diverse                  | 5400 US$ | unvollständige Daten    |

Model 44 wird nach einigen Quellen bis 1921 gelistet. Die Ähnlichkeit zum Four-40 resp. Four-45 legt nahe, dass eine Parallelproduktion des älteren und des neueren Modells erfolgte.
Eine Einzelquelle benennt durchgehend „eigene Motoren“, was in der umfangreichen Literatur nirgends sonst bestätigt wird; Herschell-Spillman, Lycoming und Buda sind hingegen sehr gut belegt. Eine mögliche Ursache ist, dass der Hersteller die Herkunft der Motoren in seinen Werbeunterlagen nicht nennt.
Rating nach N.A.C.C.: Die N.A.C.C. (National Automobile Chamber of Commerce) war eine Herstellerorganisation, deren Vorläuferin die ersten Normen für Motorfahrzeuge in den USA einführt hatte. HP nach N.A.C.C. bauern darauf auf; diese Daten sind errechnet, nicht gemessen.

## Produktionszahlen
| Modelljahr | Stückzahl |
| ---------- | --------- |
| 1917       | 213       |
| 1918       | 436       |
| 1919       | 627       |
| 1920       | 1828      |
| 1921       | 912       |
| 1922       | 324       |
| Total      | 4340      |

Die nebenstehenden Produktionszahlen nach Modelljahr beruhen auf Angaben der Automobilhistoriker Beverly Rae Kimes und Henry Austin Clark, jr. im Standard Catalogue of American Cars 1805–1942. In der Produktionszahl sind auch die letzten Partin-Palmer-Fahrzeuge enthalten.